# Île Saint-Louis
Île Saint-Louis är en ö i floden Seine i centrala Paris. Ön är uppkallad efter Ludvig den helige och dess invånare kallas Ludovisiens. På ön, som ingår i Paris fjärde arrondissement, finns en kyrka — Saint-Louis-en-l'Île.

## Gator
- Quai d'Anjou
- Quai de Bourbon
- Quai d'Orléans
- Quai de Béthune
- Rue Saint-Louis-en-l'Île
- Boulevard Henri-IV
- Rue de Bretonvilliers
- Rue Poulletier
- Rue des Deux-Ponts
- Rue Budé
- Rue Le Regrattier
- Rue Boutarel
- Rue Jean-du-Bellay

## Parker
- Place Louis-Aragon
- Square Barye